# Lazu (okręg Dolj)
Lazu – wieś w Rumunii, w okręgu Dolj, w gminie Terpezița. W 2011 roku liczyła 270 mieszkańców.